# Paepalanthus gardnerianus
Paepalanthus gardnerianus är en gräsväxtart som beskrevs av Wilhelm Gerhard Walpers. Paepalanthus gardnerianus ingår i släktet Paepalanthus och familjen Eriocaulaceae. Inga underarter finns listade i Catalogue of Life.